# Borovac (Novska)
Borovac is een plaats in de gemeente Novska in de Kroatische provincie Sisak-Moslavina. De plaats telt 309 inwoners (2001).